# Snyder (Colorado)
Snyder è una comunità non incorporata degli Stati Uniti d'America, situata nello stato del Colorado, nella contea di Morgan.